# Route départementale 5 (Haut-Rhin)
Pour les articles homonymes, voir Route départementale 5.
La route départementale 5 (RD 5) est une route départementale française reliant Cernay à Soultzmatt. La route départementale 5, permet de diviser le flux de la route départementale 430 (RD 430) vers Soultz, Guebwiller et Issenheim.